# 1FLTV (телеканал)
1FLTV (ймовірно, абревіатура від нім. die erste Fürchstentums Liechtenstein Television, дос. «1-й телеканал Князівства Ліхтенштейн») — єдиний ліхтенштейнський телеканал, який розпочав своє мовлення 1 серпня 2008 року після отримання державної ліцензії. Транслюється німецькою мовою та місцевим діалектом.
Головний офіс телеканалу розташований у місті Шан.
Телеканал є проектом австрійської бізнесвумен Беатрісси Шартль. Очолює телеканал генеральний директор — Петер Геб (нім. Peter Heeb).